# Maumere
Maumere is de grootste stad op het eiland Flores in Indonesië. De stad is gelegen aan de noordkust van het eiland. De haven van Maumere is gelegen ten noordwesten van de stad.
Op 12 december 1992 werd de stad grotendeels met de grond gelijk gemaakt na een verwoestende aardbeving, gevolgd door een enorme vloedgolf. Het dodental kwam uit op ongeveer 2.500, terwijl de autoriteiten 500 gewonden noteerden. De beving, die plaatsvond om half twee plaatselijke tijd, had een kracht van 6,8 op de schaal van Richter. Kort daarop rees vanuit 
zee een 25 meter hoge vloedgolf op, die het eilandje Babi, aan de ingang van de Baai van Maumere, volledig overspoeld. De beving, die haar epicentrum had op ongeveer 25 kilometer afstand, werd tot op het eiland Sulawesi gevoeld en richtte ook forse schade aan in Ende, de hoofdstad van Flores, aan de zuidkust, waar enkele tientallen doden vielen.